# Сапронова, Ульяна Ильинична
Ульяна Ильинична Сапронова (20 декабря 1905 год, Шаталовка, Воронежская губерния — 19 июля 1988 год, Шаталовка, Белгородская область) — колхозница, Герой Социалистического Труда (1948).

## Биография
Родилась 20 декабря 1905 года в крестьянской семье в деревне Шаталовка (ныне — Старооскольский городской округ Белгородской области). Начала трудовую деятельность с двенадцатилетнего возраста. В 1930 году вступила в колхоз имени Жданова Шаталовского района Воронежской области. В 1931 году была назначена звеньевой полеводческого звена. На этой должности проработала до выхода на пенсию в 1965 году. 
За доблестный труд в колхозе имени Жданова была удостоена в 1948 году звания Героя Социалистического Труда. Награждена медалями «За доблестный труд в Великой Отечественной войне 1941-1945 гг.» и «В ознаменование 100-летия со дня рождения В.И. Ленина». Неоднократно награждалась Почётными грамотами райкома и обкома КПСС.
Несколько раз избиралась депутатом районного и сельского Советов депутатов трудящихся.
Проживала в родном селе. Скончалась 19 июля 1988 года и была похоронена на местном сельском кладбище.

## Награды
- Герой Социалистического Труда — указом Президиума Верховного Совета СССР от 7 мая 1948 года
- Орден Ленина (1948)
- Медаль «За доблестный труд в Великой Отечественной войне 1941-1945 гг.»
- Медаль «В ознаменование 100-летия со дня рождения В.И. Ленина»